# Vesca
Vesca este o localitate din comuna Vodice, Slovenia, cu o populație de 53 de locuitori.